# Кривулянка
Кривулянка — колишнє підміське село, що 1933 року увійшло до складу міста Кам'янка-Бузька.

## Історія
Від 1754 року власником села був подільський воєвода Міхал Юзеф Жевуський. У 1787 році село було передано у власність графу Ігнатієві Цетнеру. Згідно з переписом населення від 1900 року в селі на той час мешкало 237 осіб, з них 18 греко-католиків, 100 римокатоликів, 83 юдеї та 36 — іншого. Цей же перепис подає, що 16 мешканців села вказали, що їх рідна мова русинська (українська), 194 — польська та 27 — німецька.
За часів Польської Республіки до 20 жовтня 1933 року село було самоврядною громадою у Камінецькому повіті Тернопільського воєводства. У зв'язку з адміністративною реформою 20 жовтня 1933 року село було приєднане до міста Кам'янка Струмилова (нині — Кам'янка-Бузька).